# Gene Rouan

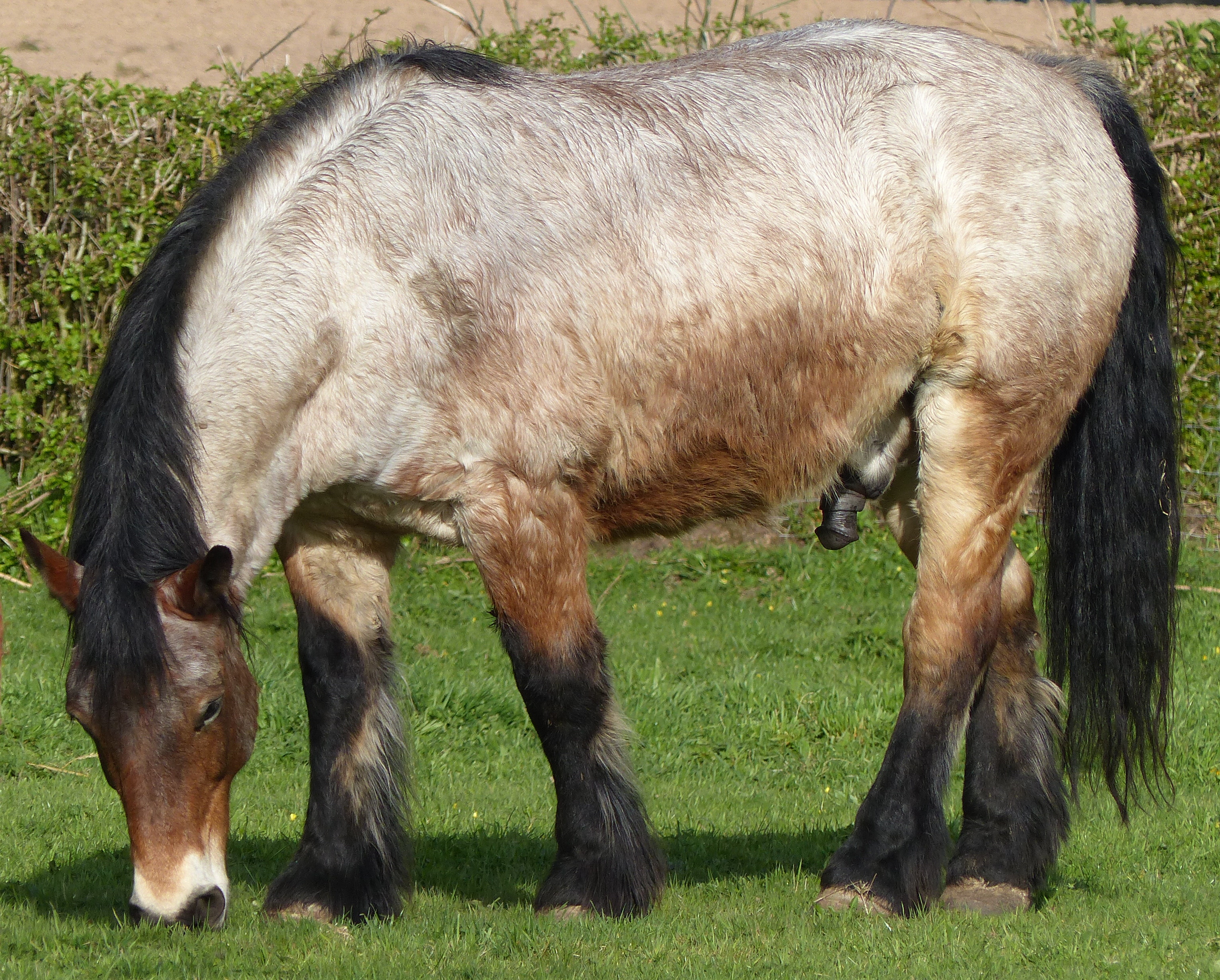

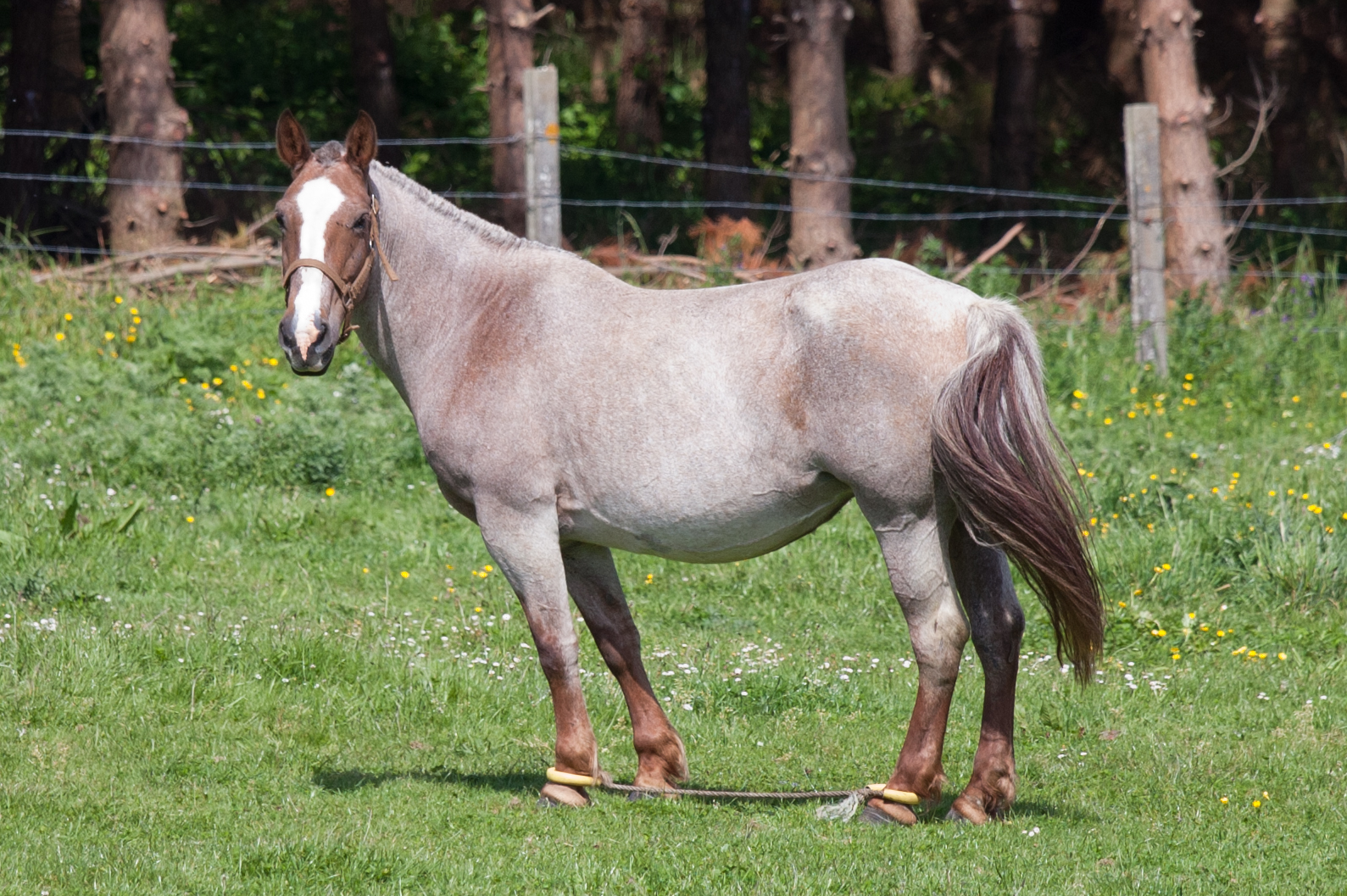
Ruão de castanha, ou aubère

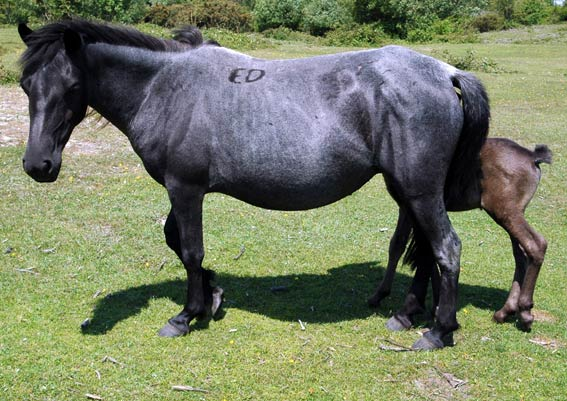
Um New Forest ruão preto, anteriormente conhecido como “cinza de ferro”.

O gene Rouan é, no campo da hipologia e da biologia molecular, um gene da pelagem do cavalo, levando a uma presença estável de pelos brancos, mais ou menos numerosos. Ao contrário dos cavalos cinzentos, os cavalos com expressão do gene ruão não mudam de cor a longo prazo durante a sua vida, mas apenas durante as variações sazonais. Eles são bastante raros. Roan coats são encontrados principalmente em raças resistentes.
Todas as pelagens equinas podem ser afetadas pelo gene ruão, mas as pelagens ruão existem mais comumente em combinação com baía (roan), castanha ( aubère ) e, mais raramente, preta ( ruão preto, anteriormente chamado de "cinza de ferro").

## Etimologia
O termo vem do espanhol roano, por sua vez relacionado com o gótico rauda, do gótico podridão, "vermelho".

## Terminologia
Na França, “rouan” é o nome do gene, enquanto o fenótipo é chamado de “misto” ou “granité”.

## Classificação
Na França, antes da nova classificação de pelagem, cavalos com uma mistura de pelo branco sobre pelagem baia eram chamados ruões, aqueles com mistura de pelagem branca sobre pelagem castanha eram chamados de aubères, e raros casos de cavalos pretos ruãos eram geralmente classificados como cinza ferro. Desde 1999, a classificação das pelagens mudou na França para se tornar mais próxima da realidade genética.